# Urnula helvelloides
Urnula helvelloides är en svampart som beskrevs av Donadini, Berthet & Astier 1973. Urnula helvelloides ingår i släktet Urnula och familjen Sarcosomataceae.   Inga underarter finns listade i Catalogue of Life.